# Microdados (HTML)

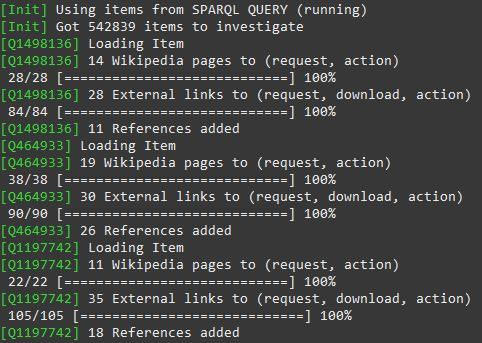
Captura de tela do Addwiki Wikidata Microdata Referencer CLI.

Microdados (em inglês, Microdata (HTML)) é um WHATWG HTML5 de especificação utilizada para aninhar semântica dentro de conteúdo existente em páginas web. Os motores de busca, web crawlers e navegadores podem extrair e processar microdados de uma página web e usá-los para proporcionar uma experiência mais rica de navegação para os usuários. Os microdados usam um vocabulário de apoio para descrever um item e pares "nome-valor" para atribuir valores às suas propriedades. Também ajudam as tecnologias como motores de busca e crawlers a entender melhor quais informações estão contidas em uma página web, proporcionando um melhor resultado de buscas. Os microdados são uma tentativa de fornecer uma maneira mais simples de anotar elementos HTML, como as tags de leitura óptica e as abordagens similares ao uso RDFa e Microformats.

## Exemplo de microdados HTML
Um exemplo do uso de microdados para descrever um produto seria:
<div itemscope itemtype = "http://www.website.com/product">
<p> Nome do produto: <span itemprop = "name"> Banana </span> </p>
<p> Grupo de alimentos: <span itemprop = "category"> Frutas </span> </p>
<p> Produtor: <span itemprop = "brand"> Dole </span> </p>
<p> ID do produto: <span itemprop = "indentifier"> 123456789 </span> </p>
<img itemprop = "image" src = "banana-photo.png" alt = "banana">
</div>
Outro exemplo é:
<div itemscope>
<p>My <em>name</em> is <span itemprop="name">E<strong>liz</strong>abeth</span>.</p>
</div>
<section>
<div itemscope>
<aside>
<p>My name is <span>      itemprop="name"><a href="/?user=daniel">Daniel</a></span>.</p>
</aside>
</div>
</section>